# 크투팟
크투팟(말레이어·인도네시아어: ketupat)은 해양동남아시아의 쌀 요리이다. 동티모르, 브루나이, 말레이시아, 싱가포르, 인도네시아 및 태국 남부에서 즐겨 먹는다. "자누르"라 불리는 어린 야자 잎을 엮어 만든 주머니에 쌀을 넣고 물에 삶아 내며, 른당 등과 함께 먹는다;

## 이름
- 카투파(테툼어: katupa)
- 쿠팟(자와어·순다어: kupat)
- 크투팟(말레이어·인도네시아어: ketupat)
- 티펏(발리어: tipat)

## 같이 보기
- 론통
- 쫑쯔